# Archanara obscura
Archanara obscura är en fjärilsart som beskrevs av Abel Dufrane 1935. Archanara obscura ingår i släktet Archanara och familjen nattflyn. Inga underarter finns listade i Catalogue of Life.